# Élections cantonales de 2004 dans la Côte-d'Or
Les élections cantonales ont eu lieu les 21 et 28 mars 2004.
Lors de ces élections, 21 des 43 cantons de la Côte-d'Or ont été renouvelés. Elles ont vu la reconduction de la majorité UMP dirigée par Louis de Broissia, président du conseil général depuis 1994.

## Résultats à l’échelle du département
Répartition départementale des résultats (2e tour).
- PS (39,34 %)
- PRG (3,43 %)
- DVG (7,34 %)
- UMP (38,73 %)
- DVD (9,74 %)
- FN (1,43 %)

| Étiquette      | Étiquette                          | Premier tour | Premier tour | Second tour | Second tour | Sièges |
| Étiquette      | Étiquette                          | Voix         | %            | Voix        | %           | Sièges |
| -------------- | ---------------------------------- | ------------ | ------------ | ----------- | ----------- | ------ |
|                | Parti socialiste                   | 23 746       | 24,10        | 34 341      | 39,34       | 5      |
|                | Divers gauche                      | 9 710        | 9,86         | 6 409       | 7,34        | 4      |
|                | Les Verts                          | 4 096        | 4,16         |             |             |        |
|                | Extrême gauche                     | 3 206        | 3,25         |             |             |        |
|                | Parti communiste français          | 2 728        | 2,77         |             |             |        |
|                | Parti radical de gauche            | 1 318        | 1,34         | 2 994       | 3,43        | 1      |
| Gauche         | Gauche                             | 44 804       | 45,48        | 43 744      | 50,11       | 10     |
|                |                                    |              |              |             |             |        |
|                | Union pour un mouvement populaire  | 26 658       | 27,06        | 33 809      | 38,73       | 8      |
|                | Front national                     | 13 229       | 13,43        | 1 246       | 1,43        | 0      |
|                | Divers droite                      | 11 432       | 11,60        | 8 500       | 9,74        | 2      |
|                | Union pour la démocratie française | 1 144        | 1,16         |             |             |        |
|                | Extrême droite                     | 105          | 0,11         |             |             |        |
| Droite         | Droite                             | 52 568       | 53,36        | 43 555      | 49,90       | 10     |
|                |                                    |              |              |             |             |        |
|                | Écologistes divers                 | 1 023        | 1,04         |             |             |        |
|                | Divers                             | 120          | 0,12         |             |             |        |
|                |                                    |              |              |             |             |        |
| Inscrits       | Inscrits                           | 157 385      | 100,00       | 137 281     | 100,00      |        |
| Abstention     | Abstention                         | 55 401       | 35,20        | 44 638      | 32,52       |        |
| Votants        | Votants                            | 101 984      | 64,80        | 92 643      | 67,48       |        |
| Blancs et nuls | Blancs et nuls                     | 3 469        | 3,40         | 5 344       | 5,77        |        |
| Exprimés       | Exprimés                           | 98 515       | 96,60        | 87 299      | 94,23       |        |

## Résultats par canton

### Canton d'Aignay-le-Duc
| Candidats      | Candidats       | Étiquette      | Premier tour | Premier tour |
| Candidats      | Candidats       | Étiquette      | Voix         | %            |
| -------------- | --------------- | -------------- | ------------ | ------------ |
|                | Henri Julien*   | UMP            | 506          | 53,49        |
|                | Bernard Bonnuit | DVD            | 242          | 25,58        |
|                | Georges Vayrou  | PCF            | 95           | 10,04        |
|                | Laetitia Andrey | FN             | 86           | 9,09         |
|                | Xavier Demars   | EXG            | 17           | 1,80         |
|                |                 |                |              |              |
| Inscrits       | Inscrits        | Inscrits       | 1 424        | 100,00       |
| Abstention     | Abstention      | Abstention     | 425          | 29,85        |
| Votants        | Votants         | Votants        | 999          | 70,15        |
| Blancs et nuls | Blancs et nuls  | Blancs et nuls | 53           | 5,31         |
| Exprimés       | Exprimés        | Exprimés       | 946          | 94,69        |

*sortant

### Canton d'Arnay-le-Duc
| Candidats      | Candidats         | Étiquette      | Premier tour | Premier tour |
| Candidats      | Candidats         | Étiquette      | Voix         | %            |
| -------------- | ----------------- | -------------- | ------------ | ------------ |
|                | Pierre Gobbo*     | DVG            | 1 638        | 60,13        |
|                | Alain Belorgey    | DVD            | 667          | 24,49        |
|                | Jean-Claude Largy | FN             | 341          | 12,52        |
|                | Jocelyne Puget    | EXG            | 78           | 2,86         |
|                |                   |                |              |              |
| Inscrits       | Inscrits          | Inscrits       | 4 223        | 100,00       |
| Abstention     | Abstention        | Abstention     | 1 407        | 33,32        |
| Votants        | Votants           | Votants        | 2 816        | 66,68        |
| Blancs et nuls | Blancs et nuls    | Blancs et nuls | 92           | 3,27         |
| Exprimés       | Exprimés          | Exprimés       | 2 724        | 96,73        |

*sortant

### Canton d'Auxonne
| Candidats      | Candidats         | Étiquette      | Premier tour | Premier tour | Second tour | Second tour |
| Candidats      | Candidats         | Étiquette      | Voix         | %            | Voix        | %           |
| -------------- | ----------------- | -------------- | ------------ | ------------ | ----------- | ----------- |
|                | Antoine Sanz      | DVG            | 1 224        | 23,32        | 2 778       | 52,01       |
|                | Claude Lapostolle | UMP            | 1 219        | 23,23        | 2 563       | 47,99       |
|                | David Treca       | FN             | 878          | 16,73        |             |             |
|                | François Helie    | DVD            | 450          | 8,57         |             |             |
|                | Michel Vasquez    | DVG            | 447          | 8,52         |             |             |
|                | Catherine Hervieu | Verts          | 340          | 6,48         |             |             |
|                | François Vuillien | DVD            | 330          | 6,29         |             |             |
|                | Jean-Luc Boulegue | PCF            | 184          | 3,51         |             |             |
|                | Simonne Pallant   | EXG            | 176          | 3,35         |             |             |
|                |                   |                |              |              |             |             |
| Inscrits       | Inscrits          | Inscrits       | 9 164        | 100,00       | 9 162       | 100,00      |
| Abstention     | Abstention        | Abstention     | 3 721        | 40,60        | 3 239       | 35,35       |
| Votants        | Votants           | Votants        | 5 443        | 59,40        | 5 923       | 64,65       |
| Blancs et nuls | Blancs et nuls    | Blancs et nuls | 195          | 3,58         | 582         | 9,83        |
| Exprimés       | Exprimés          | Exprimés       | 5 248        | 96,42        | 5 341       | 90,17       |

### Canton de Beaune-Nord
| Candidats      | Candidats                 | Étiquette      | Premier tour | Premier tour | Second tour | Second tour |
| Candidats      | Candidats                 | Étiquette      | Voix         | %            | Voix        | %           |
| -------------- | ------------------------- | -------------- | ------------ | ------------ | ----------- | ----------- |
|                | Denis Thomas              | UMP            | 1 574        | 24,02        | 3 751       | 56,36       |
|                | Martin Meunier            | PS             | 1 417        | 21,63        | 2 904       | 43,64       |
|                | Nicole Jaboulet Vercherre | FN             | 959          | 14,64        |             |             |
|                | Annie Rousseau            | DVD            | 790          | 12,06        |             |             |
|                | Jean-Michel Maurice       | DVD            | 695          | 10,61        |             |             |
|                | Jacques Thomas            | DVG            | 548          | 8,36         |             |             |
|                | Frédéric Bobard           | DVD            | 445          | 6,79         |             |             |
|                | Hasan Akbay               | EXG            | 124          | 1,89         |             |             |
|                |                           |                |              |              |             |             |
| Inscrits       | Inscrits                  | Inscrits       | 11 163       | 100,00       | 11 163      | 100,00      |
| Abstention     | Abstention                | Abstention     | 4 380        | 39,24        | 3 966       | 35,53       |
| Votants        | Votants                   | Votants        | 6 783        | 60,76        | 7 197       | 64,47       |
| Blancs et nuls | Blancs et nuls            | Blancs et nuls | 231          | 3,41         | 542         | 7,53        |
| Exprimés       | Exprimés                  | Exprimés       | 6 552        | 96,59        | 6 655       | 92,47       |

### Canton de Bligny-sur-Ouche
| Candidats      | Candidats              | Étiquette      | Premier tour | Premier tour |
| Candidats      | Candidats              | Étiquette      | Voix         | %            |
| -------------- | ---------------------- | -------------- | ------------ | ------------ |
|                | Gabriel Moulin*        | DVG            | 1 016        | 65,72        |
|                | Barthélémy Vannoni     | UMP            | 203          | 13,13        |
|                | Jean-Pierre Ledoux     | FN             | 197          | 12,74        |
|                | Marie-Odile Demangelle | EXG            | 81           | 5,24         |
|                | Jean-Louis Girodolle   | EXG            | 49           | 3,17         |
|                |                        |                |              |              |
| Inscrits       | Inscrits               | Inscrits       | 2 387        | 100,00       |
| Abstention     | Abstention             | Abstention     | 737          | 30,88        |
| Votants        | Votants                | Votants        | 1 650        | 69,12        |
| Blancs et nuls | Blancs et nuls         | Blancs et nuls | 104          | 6,30         |
| Exprimés       | Exprimés               | Exprimés       | 1 546        | 93,70        |

*sortant

### Canton de Dijon-4
| Candidats      | Candidats             | Étiquette      | Premier tour | Premier tour | Second tour | Second tour |
| Candidats      | Candidats             | Étiquette      | Voix         | %            | Voix        | %           |
| -------------- | --------------------- | -------------- | ------------ | ------------ | ----------- | ----------- |
|                | Roland Ponsaa         | PS             | 2 026        | 36,27        | 3 861       | 66,58       |
|                | Pierre Jacob          | UMP            | 1 013        | 18,13        | 1 938       | 33,42       |
|                | Charles Cavin         | FN             | 873          | 15,63        |             |             |
|                | Pierre Pertus         | DVG            | 700          | 12,53        |             |             |
|                | Christine Durnerin    | Verts          | 381          | 6,82         |             |             |
|                | Isabelle Graptin      | PCF            | 229          | 4,10         |             |             |
|                | Monique Niang         | EXG            | 171          | 3,06         |             |             |
|                | Marie-Paule Gros      | EXD            | 105          | 1,88         |             |             |
|                | Marie-France Villaume | EXG            | 88           | 1,58         |             |             |
|                |                       |                |              |              |             |             |
| Inscrits       | Inscrits              | Inscrits       | 9 978        | 100,00       | 9 978       | 100,00      |
| Abstention     | Abstention            | Abstention     | 4 217        | 42,26        | 3 821       | 38,29       |
| Votants        | Votants               | Votants        | 5 761        | 57,74        | 6 157       | 61,71       |
| Blancs et nuls | Blancs et nuls        | Blancs et nuls | 175          | 3,04         | 358         | 5,81        |
| Exprimés       | Exprimés              | Exprimés       | 5 586        | 96,96        | 5 799       | 94,19       |

### Canton de Dijon-5
| Candidats      | Candidats          | Étiquette      | Premier tour | Premier tour | Second tour | Second tour |
| Candidats      | Candidats          | Étiquette      | Voix         | %            | Voix        | %           |
| -------------- | ------------------ | -------------- | ------------ | ------------ | ----------- | ----------- |
|                | François Rebsamen* | PS             | 4 903        | 49,12        | 6 233       | 62,51       |
|                | Katherine Williams | UMP            | 2 570        | 25,75        | 3 739       | 37,49       |
|                | Franck Gaillard    | FN             | 1 387        | 13,90        |             |             |
|                | Nicolas Guillemet  | Verts          | 574          | 5,75         |             |             |
|                | Jacqueline Lambert | EXG            | 211          | 2,11         |             |             |
|                | Jérôme Dupin       | PCF            | 178          | 1,78         |             |             |
|                | Annie Daudon       | EXG            | 159          | 1,59         |             |             |
|                |                    |                |              |              |             |             |
| Inscrits       | Inscrits           | Inscrits       | 15 699       | 100,00       | 15 699      | 100,00      |
| Abstention     | Abstention         | Abstention     | 5 453        | 34,73        | 5 168       | 32,92       |
| Votants        | Votants            | Votants        | 10 246       | 65,27        | 10 531      | 67,08       |
| Blancs et nuls | Blancs et nuls     | Blancs et nuls | 264          | 2,58         | 559         | 5,31        |
| Exprimés       | Exprimés           | Exprimés       | 9 982        | 97,42        | 9 972       | 94,69       |

*sortant

### Canton de Dijon-6
| Candidats      | Candidats               | Étiquette      | Premier tour | Premier tour | Second tour | Second tour |
| Candidats      | Candidats               | Étiquette      | Voix         | %            | Voix        | %           |
| -------------- | ----------------------- | -------------- | ------------ | ------------ | ----------- | ----------- |
|                | François-Xavier Dugourd | UMP            | 3 428        | 42,75        | 4 439       | 52,64       |
|                | Françoise Tenenbaum     | PS             | 2 665        | 33,23        | 3 993       | 47,36       |
|                | Catherine Lamaille      | FN             | 774          | 9,65         |             |             |
|                | Jean-Patrick Masson     | Verts          | 397          | 4,95         |             |             |
|                | Sylvie Blandin          | ECO            | 302          | 3,77         |             |             |
|                | André Gervais           | PCF            | 214          | 2,67         |             |             |
|                | Françoise Petet         | EXG            | 161          | 2,01         |             |             |
|                | Frédéric Galle          | DVD            | 78           | 0,97         |             |             |
|                |                         |                |              |              |             |             |
| Inscrits       | Inscrits                | Inscrits       | 12 974       | 100,00       | 12 974      | 100,00      |
| Abstention     | Abstention              | Abstention     | 4 779        | 36,84        | 4 182       | 32,23       |
| Votants        | Votants                 | Votants        | 8 195        | 63,16        | 8 792       | 67,77       |
| Blancs et nuls | Blancs et nuls          | Blancs et nuls | 176          | 2,15         | 360         | 4,09        |
| Exprimés       | Exprimés                | Exprimés       | 8 019        | 97,85        | 8 432       | 95,91       |

### Canton de Fontaine-lès-Dijon
| Candidats      | Candidats                 | Étiquette      | Premier tour | Premier tour | Second tour | Second tour |
| Candidats      | Candidats                 | Étiquette      | Voix         | %            | Voix        | %           |
| -------------- | ------------------------- | -------------- | ------------ | ------------ | ----------- | ----------- |
|                | Stéphane Woynaroski       | PS             | 4 004        | 27,40        | 6 887       | 46,39       |
|                | Gilbert Menut             | UMP            | 3 608        | 24,69        | 7 960       | 53,61       |
|                | Patrick Chapuis           | UMP            | 3 174        | 21,72        | Retrait     | Retrait     |
|                | Annie Robert              | FN             | 1 502        | 10,28        |             |             |
|                | Philippe Hervieu          | Verts          | 973          | 6,66         |             |             |
|                | Roland Essayan            | ECO            | 390          | 2,67         |             |             |
|                | Michel Julien             | PCF            | 330          | 2,26         |             |             |
|                | Christian Coste           | EXG            | 276          | 1,89         |             |             |
|                | Jacqueline Garret Richard | PRG            | 205          | 1,40         |             |             |
|                | Francine Filloz           | EXG            | 153          | 1,05         |             |             |
|                |                           |                |              |              |             |             |
| Inscrits       | Inscrits                  | Inscrits       | 22 674       | 100,00       | 22 674      | 100,00      |
| Abstention     | Abstention                | Abstention     | 7 537        | 33,24        | 6 990       | 30,83       |
| Votants        | Votants                   | Votants        | 15 137       | 66,76        | 15 684      | 69,17       |
| Blancs et nuls | Blancs et nuls            | Blancs et nuls | 522          | 3,45         | 837         | 5,34        |
| Exprimés       | Exprimés                  | Exprimés       | 14 615       | 96,55        | 14 847      | 94,66       |

### Canton de Gevrey-Chambertin
| Candidats      | Candidats           | Étiquette      | Premier tour | Premier tour | Second tour | Second tour |
| Candidats      | Candidats           | Étiquette      | Voix         | %            | Voix        | %           |
| -------------- | ------------------- | -------------- | ------------ | ------------ | ----------- | ----------- |
|                | Jean-Claude Robert* | PS             | 3 137        | 45,66        | 4 109       | 58,61       |
|                | Pierre Damy         | DVD            | 1 974        | 28,73        | 2 902       | 41,39       |
|                | Cyril Carcano       | FN             | 921          | 13,41        |             |             |
|                | Christian Germain   | Verts          | 510          | 7,42         |             |             |
|                | Stéphane Pournin    | EXG            | 178          | 2,59         |             |             |
|                | Philippe Bouly      | PCF            | 150          | 2,18         |             |             |
|                |                     |                |              |              |             |             |
| Inscrits       | Inscrits            | Inscrits       | 10 649       | 100,00       | 10 649      | 100,00      |
| Abstention     | Abstention          | Abstention     | 3 519        | 33,05        | 3 263       | 30,64       |
| Votants        | Votants             | Votants        | 7 130        | 66,95        | 7 386       | 69,36       |
| Blancs et nuls | Blancs et nuls      | Blancs et nuls | 260          | 3,65         | 375         | 5,08        |
| Exprimés       | Exprimés            | Exprimés       | 6 870        | 96,35        | 7 011       | 94,92       |

*sortant

### Canton de Grancey-le-Château-Neuvelle
| Candidats      | Candidats             | Étiquette      | Premier tour | Premier tour |
| Candidats      | Candidats             | Étiquette      | Voix         | %            |
| -------------- | --------------------- | -------------- | ------------ | ------------ |
|                | Alain Houpert*        | DVD            | 487          | 65,72        |
|                | Joël Leroy            | DVG            | 189          | 25,51        |
|                | Angélique Vachet      | FN             | 36           | 4,86         |
|                | Régine Vindard Rothon | EXG            | 16           | 2,16         |
|                | Jean-Claude Truaisch  | PCF            | 13           | 1,75         |
|                |                       |                |              |              |
| Inscrits       | Inscrits              | Inscrits       | 972          | 100,00       |
| Abstention     | Abstention            | Abstention     | 190          | 19,55        |
| Votants        | Votants               | Votants        | 782          | 80,45        |
| Blancs et nuls | Blancs et nuls        | Blancs et nuls | 41           | 5,24         |
| Exprimés       | Exprimés              | Exprimés       | 741          | 94,76        |

*sortant

### Canton d'Is-sur-Tille
| Candidats      | Candidats            | Étiquette      | Premier tour | Premier tour | Second tour | Second tour |
| Candidats      | Candidats            | Étiquette      | Voix         | %            | Voix        | %           |
| -------------- | -------------------- | -------------- | ------------ | ------------ | ----------- | ----------- |
|                | Henri Constant*      | UMP            | 2 092        | 38,32        | 2 768       | 49,53       |
|                | Michel Maillot       | PS             | 1 996        | 36,56        | 2 821       | 50,47       |
|                | Christophe Georgy    | FN             | 773          | 14,16        |             |             |
|                | Philippe Schmitt     | Verts          | 279          | 5,11         |             |             |
|                | Laura Sabatier       | DVD            | 170          | 3,11         |             |             |
|                | Christophe Springaux | EXG            | 150          | 2,75         |             |             |
|                |                      |                |              |              |             |             |
| Inscrits       | Inscrits             | Inscrits       | 8 402        | 100,00       | 8 405       | 100,00      |
| Abstention     | Abstention           | Abstention     | 2 783        | 33,12        | 2 534       | 30,15       |
| Votants        | Votants              | Votants        | 5 619        | 66,88        | 5 871       | 69,85       |
| Blancs et nuls | Blancs et nuls       | Blancs et nuls | 159          | 2,83         | 282         | 4,80        |
| Exprimés       | Exprimés             | Exprimés       | 5 460        | 97,17        | 5 589       | 95,20       |

*sortant

### Canton de Mirebeau-sur-Beze
| Candidats      | Candidats           | Étiquette      | Premier tour | Premier tour |
| Candidats      | Candidats           | Étiquette      | Voix         | %            |
| -------------- | ------------------- | -------------- | ------------ | ------------ |
|                | Louis de Broissia*  | UMP            | 1 902        | 50,15        |
|                | Xavier Balland      | PS             | 987          | 26,02        |
|                | Anne-Lyse Theuriet  | FN             | 549          | 14,47        |
|                | Nicole Essayan      | ECO            | 178          | 4,69         |
|                | Marie-Claude Turmel | EXG            | 96           | 2,53         |
|                | Danielle Gietzen    | PCF            | 81           | 2,14         |
|                |                     |                |              |              |
| Inscrits       | Inscrits            | Inscrits       | 5 743        | 100,00       |
| Abstention     | Abstention          | Abstention     | 1 810        | 31,52        |
| Votants        | Votants             | Votants        | 3 933        | 68,48        |
| Blancs et nuls | Blancs et nuls      | Blancs et nuls | 140          | 3,56         |
| Exprimés       | Exprimés            | Exprimés       | 3 793        | 96,44        |

*sortant

### Canton de Montbard
| Candidats      | Candidats         | Étiquette      | Premier tour | Premier tour | Second tour | Second tour |
| Candidats      | Candidats         | Étiquette      | Voix         | %            | Voix        | %           |
| -------------- | ----------------- | -------------- | ------------ | ------------ | ----------- | ----------- |
|                | Michel Protte     | UMP            | 1 178        | 22,58        | 2 224       | 42,62       |
|                | Robert Grimpret*  | PRG            | 1 113        | 21,34        | 2 994       | 57,38       |
|                | Jean-Michel Balet | DVD            | 748          | 14,34        |             |             |
|                | Denis Ecard       | FN             | 704          | 13,50        |             |             |
|                | Robert Fourgeux   | PCF            | 608          | 11,66        |             |             |
|                | Bruno Diano       | Verts          | 550          | 10,54        |             |             |
|                | Michel Denizot    | EXG            | 164          | 3,14         |             |             |
|                | Édith Danry       | EXG            | 151          | 2,89         |             |             |
|                |                   |                |              |              |             |             |
| Inscrits       | Inscrits          | Inscrits       | 8 288        | 100,00       | 8 289       | 100,00      |
| Abstention     | Abstention        | Abstention     | 2 845        | 34,33        | 2 603       | 31,40       |
| Votants        | Votants           | Votants        | 5 443        | 65,67        | 5 686       | 68,60       |
| Blancs et nuls | Blancs et nuls    | Blancs et nuls | 227          | 4,17         | 468         | 8,23        |
| Exprimés       | Exprimés          | Exprimés       | 5 216        | 95,83        | 5 218       | 91,77       |

*sortant

### Canton de Montigny-sur-Aube
| Candidats      | Candidats            | Étiquette      | Premier tour | Premier tour | Second tour | Second tour |
| Candidats      | Candidats            | Étiquette      | Voix         | %            | Voix        | %           |
| -------------- | -------------------- | -------------- | ------------ | ------------ | ----------- | ----------- |
|                | Philippe Chardon*    | DVD            | 639          | 43,74        | 805         | 57,25       |
|                | Georges Morin        | DVD            | 389          | 26,63        | 601         | 42,75       |
|                | Marie-Claude Leconte | FN             | 206          | 14,10        |             |             |
|                | Frédéric Martin      | PS             | 136          | 9,31         |             |             |
|                | Pierre Lefevre       | PCF            | 40           | 2,74         |             |             |
|                | Marcel Lombard       | ECO            | 26           | 1,78         |             |             |
|                | Marthe Grillet       | EXG            | 25           | 1,71         |             |             |
|                |                      |                |              |              |             |             |
| Inscrits       | Inscrits             | Inscrits       | 2 128        | 100,00       | 2 128       | 100,00      |
| Abstention     | Abstention           | Abstention     | 629          | 29,56        | 596         | 28,01       |
| Votants        | Votants              | Votants        | 1 499        | 70,44        | 1 532       | 71,99       |
| Blancs et nuls | Blancs et nuls       | Blancs et nuls | 38           | 2,54         | 126         | 8,22        |
| Exprimés       | Exprimés             | Exprimés       | 1 461        | 97,46        | 1 406       | 91,78       |

*sortant

### Canton de Nuits-Saint-Georges
| Candidats      | Candidats                | Étiquette      | Premier tour | Premier tour | Second tour | Second tour |
| Candidats      | Candidats                | Étiquette      | Voix         | %            | Voix        | %           |
| -------------- | ------------------------ | -------------- | ------------ | ------------ | ----------- | ----------- |
|                | Xavier Dufouleur         | DVD            | 2 686        | 41,10        | 3 302       | 47,63       |
|                | Pierre-Alexandre Privolt | DVG            | 2 287        | 35,00        | 3 631       | 52,37       |
|                | François-Xavier Rudloff  | FN             | 873          | 13,36        |             |             |
|                | Max Chaudron             | DVG            | 447          | 6,84         |             |             |
|                | Odile Koller             | EXG            | 242          | 3,70         |             |             |
|                |                          |                |              |              |             |             |
| Inscrits       | Inscrits                 | Inscrits       | 10 391       | 100,00       | 10 392      | 100,00      |
| Abstention     | Abstention               | Abstention     | 3 553        | 34,19        | 3 110       | 29,93       |
| Votants        | Votants                  | Votants        | 6 838        | 65,81        | 7 282       | 70,07       |
| Blancs et nuls | Blancs et nuls           | Blancs et nuls | 303          | 4,43         | 349         | 4,79        |
| Exprimés       | Exprimés                 | Exprimés       | 6 535        | 95,57        | 6 933       | 95,21       |

### Canton de Pontailler-sur-Saône
| Candidats      | Candidats           | Étiquette      | Premier tour | Premier tour | Second tour | Second tour |
| Candidats      | Candidats           | Étiquette      | Voix         | %            | Voix        | %           |
| -------------- | ------------------- | -------------- | ------------ | ------------ | ----------- | ----------- |
|                | Joël Abbey*         | UMP            | 1 675        | 47,93        | 2 119       | 59,27       |
|                | Alain Brancourt     | PS             | 1 002        | 28,67        | 1 456       | 40,73       |
|                | Éric Tallec         | FN             | 516          | 14,76        |             |             |
|                | Patrick Muller      | ECO            | 127          | 3,63         |             |             |
|                | Huguette Loury      | PCF            | 91           | 2,60         |             |             |
|                | Sylvain Dujeancourt | EXG            | 84           | 2,40         |             |             |
|                |                     |                |              |              |             |             |
| Inscrits       | Inscrits            | Inscrits       | 5 506        | 100,00       | 5 505       | 100,00      |
| Abstention     | Abstention          | Abstention     | 1 893        | 34,38        | 1 768       | 32,12       |
| Votants        | Votants             | Votants        | 3 613        | 65,62        | 3 737       | 67,88       |
| Blancs et nuls | Blancs et nuls      | Blancs et nuls | 118          | 3,27         | 162         | 4,34        |
| Exprimés       | Exprimés            | Exprimés       | 3 495        | 96,73        | 3 575       | 95,66       |

*sortant

### Canton de Saint-Jean-de-Losne
| Candidats      | Candidats                 | Étiquette      | Premier tour | Premier tour | Second tour | Second tour |
| Candidats      | Candidats                 | Étiquette      | Voix         | %            | Voix        | %           |
| -------------- | ------------------------- | -------------- | ------------ | ------------ | ----------- | ----------- |
|                | Roger Ganée               | PS             | 1 182        | 27,83        | 2 077       | 45,02       |
|                | Pierre Jaboulet Vercherre | FN             | 1 091        | 25,69        | 1 246       | 27,00       |
|                | Daniel Denninger          | UMP            | 831          | 19,57        | 1 291       | 27,98       |
|                | Michel Moutrille          | DVG            | 731          | 17,21        |             |             |
|                | Johanne Morel             | EXG            | 125          | 2,94         |             |             |
|                | Jean Guerret              | PCF            | 124          | 2,92         |             |             |
|                | Michel Monot              | SE             | 120          | 2,83         |             |             |
|                | Robert Bussy              | EXG            | 43           | 1,01         |             |             |
|                |                           |                |              |              |             |             |
| Inscrits       | Inscrits                  | Inscrits       | 7 471        | 100,00       | 7 470       | 100,00      |
| Abstention     | Abstention                | Abstention     | 3 081        | 41,24        | 2 679       | 35,86       |
| Votants        | Votants                   | Votants        | 4 390        | 58,76        | 4 791       | 64,14       |
| Blancs et nuls | Blancs et nuls            | Blancs et nuls | 143          | 3,26         | 177         | 3,69        |
| Exprimés       | Exprimés                  | Exprimés       | 4 247        | 96,74        | 4 614       | 96,31       |

### Canton de Saint-Seine-l'Abbaye
| Candidats      | Candidats        | Étiquette      | Premier tour | Premier tour |
| Candidats      | Candidats        | Étiquette      | Voix         | %            |
| -------------- | ---------------- | -------------- | ------------ | ------------ |
|                | Christian Myon*  | UMP            | 944          | 56,16        |
|                | Nicolas Besozzi  | PS             | 291          | 17,31        |
|                | Nicole Lebreuil  | FN             | 172          | 10,23        |
|                | Alain Burille    | DVD            | 142          | 8,45         |
|                | Louis Laurent    | PCF            | 74           | 4,40         |
|                | Daniel Paupert   | EXG            | 31           | 1,84         |
|                | Robert Neselhauf | EXG            | 27           | 1,61         |
|                |                  |                |              |              |
| Inscrits       | Inscrits         | Inscrits       | 2 498        | 100,00       |
| Abstention     | Abstention       | Abstention     | 749          | 29,98        |
| Votants        | Votants          | Votants        | 1 749        | 70,02        |
| Blancs et nuls | Blancs et nuls   | Blancs et nuls | 68           | 3,89         |
| Exprimés       | Exprimés         | Exprimés       | 1 681        | 96,11        |

*sortant

### Canton de Selongey
| Candidats      | Candidats            | Étiquette      | Premier tour | Premier tour | Second tour | Second tour |
| Candidats      | Candidats            | Étiquette      | Voix         | %            | Voix        | %           |
| -------------- | -------------------- | -------------- | ------------ | ------------ | ----------- | ----------- |
|                | Paul Taillandier*    | UMP            | 741          | 39,14        | 1 017       | 53,33       |
|                | Christophe Lageneste | DVD            | 468          | 24,72        | 890         | 46,67       |
|                | Daniel Salaville     | PCF            | 218          | 11,52        |             |             |
|                | Michel Verney        | DVG            | 175          | 9,24         |             |             |
|                | Sophie Batier        | FN             | 140          | 7,40         |             |             |
|                | Sébastien Appert     | Verts          | 92           | 4,86         |             |             |
|                | Jean-Louis Comparon  | DVD            | 32           | 1,69         |             |             |
|                | Patrick Berthelot    | EXG            | 27           | 1,43         |             |             |
|                |                      |                |              |              |             |             |
| Inscrits       | Inscrits             | Inscrits       | 2 802        | 100,00       | 2 793       | 100,00      |
| Abstention     | Abstention           | Abstention     | 857          | 30,59        | 719         | 25,74       |
| Votants        | Votants              | Votants        | 1 945        | 69,41        | 2 074       | 74,26       |
| Blancs et nuls | Blancs et nuls       | Blancs et nuls | 52           | 2,67         | 167         | 8,05        |
| Exprimés       | Exprimés             | Exprimés       | 1 893        | 97,33        | 1 907       | 91,95       |

*sortant

### Canton de Vitteaux
| Candidats      | Candidats           | Étiquette      | Premier tour | Premier tour |
| Candidats      | Candidats           | Étiquette      | Voix         | %            |
| -------------- | ------------------- | -------------- | ------------ | ------------ |
|                | François Sauvadet*  | UDF            | 1 144        | 60,05        |
|                | Didier Aubert       | DVG            | 308          | 16,17        |
|                | Gérard Demartini    | FN             | 251          | 13,18        |
|                | Alain Morizot       | PCF            | 99           | 5,20         |
|                | Jean-Claude Denizot | EXG            | 67           | 3,52         |
|                | Dominique Gros      | EXG            | 36           | 1,89         |
|                |                     |                |              |              |
| Inscrits       | Inscrits            | Inscrits       | 2 849        | 100,00       |
| Abstention     | Abstention          | Abstention     | 836          | 29,34        |
| Votants        | Votants             | Votants        | 2 013        | 70,66        |
| Blancs et nuls | Blancs et nuls      | Blancs et nuls | 108          | 5,37         |
| Exprimés       | Exprimés            | Exprimés       | 1 905        | 94,63        |

*sortant